# Helmut Braun (Verleger)
Helmut Braun (* 8. März 1948 in Neustadt bei Coburg) ist ein deutscher Verleger, Herausgeber, Kurator, Filmproduzent, Literaturhistoriker und Publizist.

## Leben
Helmut Braun lebt im Rhein-Sieg-Kreis. Er studierte Betriebswirtschaft in Köln. Schon während des Studiums gründete er in Köln 1975 den Literarischen Verlag Helmut Braun KG und brachte „in den fünf Jahren bis 1980 insgesamt 120 Bücher von 72 Autoren heraus“. Zu den ersten Autoren gehörten Esther Knorr-Anders, Elisabeth Alexander und Rudolf Otto Wiemer
Eine wichtige Entdeckung des Verlages für den deutschen Markt waren der zuvor schon international erfolgreiche Autor Edgar Hilsenrath und dessen Roman Der Nazi & der Friseur. Ab 2003 betreute Braun den Autor für den Dittrich Verlag, unter anderem mit einer zehnbändigen Gesamtausgabe.
Helmut Braun ist Vorsitzender der Rose Ausländer-Gesellschaft e.V. und Herausgeber u. a. des Gesamtwerks von Rose Ausländer und der literaturwissenschaftlichen Reihen der Rose Ausländer-Gesellschaft e.V., und testamentarisch bestellter Nachlassverwalter von Rose Ausländer. Zudem ist er Kurator und Referent für mehrere Wanderausstellungen über die Autorin.
Helmut Braun engagiert sich als Biograf und Herausgeber für weitere deutschsprachige Lyrikerinnen, unter anderem für Selma Meerbaum, die wie Rose Ausländer und Paul Celan zu den in Czernowitz geborenen jüdisch-deutschen Autoren gehört, sowie für Therese Chromik und Ingeborg Drews.

## Bibliografie

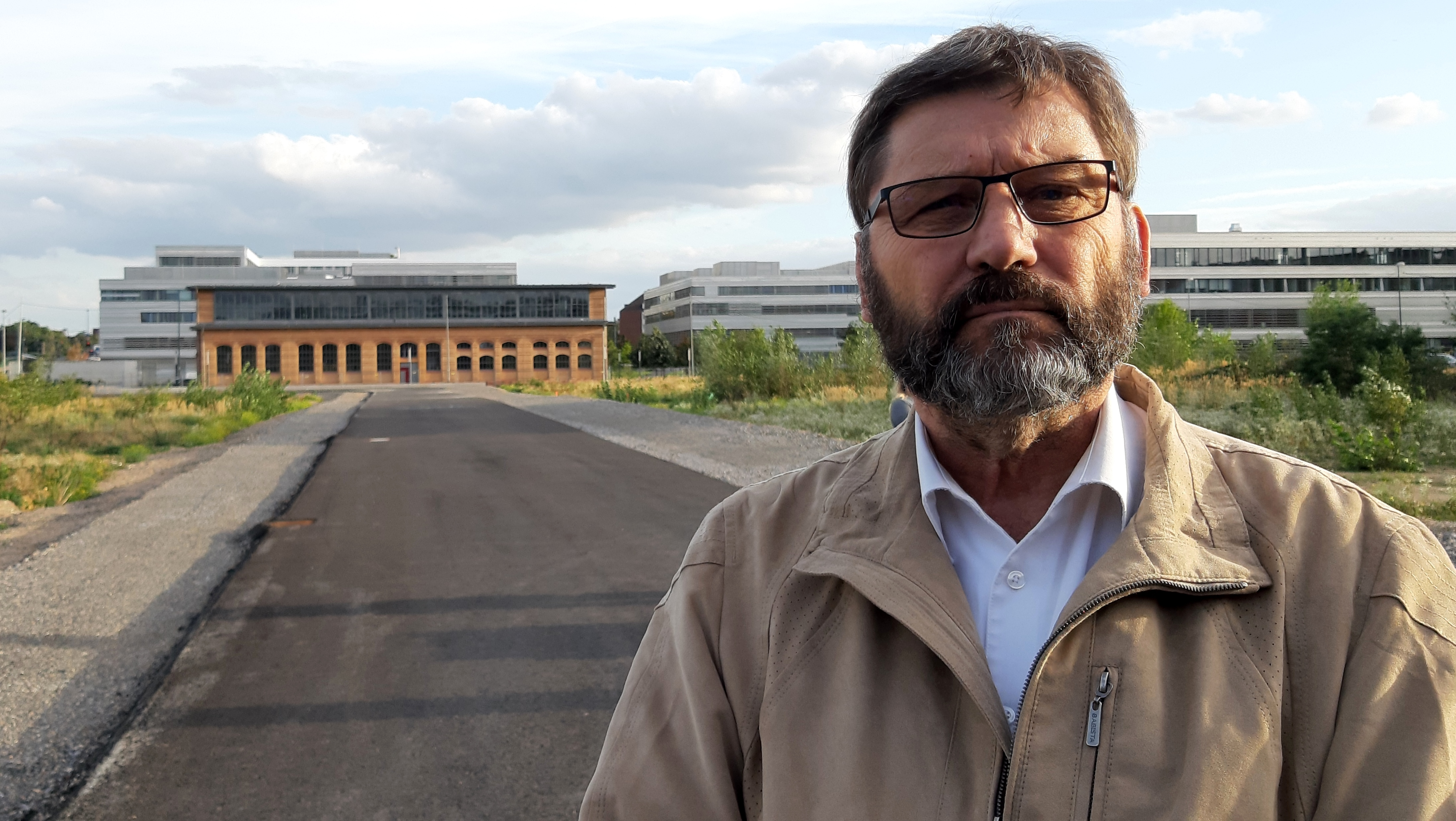
Helmut Braun in der Rose-Ausländer-Straße am Campus der Hochschule Düsseldorf; im Hintergrund der Erinnerungsort Alter Schlachthof

### Monografien und Biografien (Auswahl)
- Ich bin nicht Ranek, Annäherung an Edgar Hilsenrath. Dittrich, Berlin 2004, ISBN 978-3-937717-09-8
- Verliebt in die deutsche Sprache. Die Odyssee des Edgar Hilsenrath. Helmut Braun Hrsg., Dittrich, Berlin 2005, ISBN 978-3-937717-17-3
- „Ich bin fünftausend Jahre jung“: Zur Biographie von Rose Ausländer. (1999), Neuausgabe Radius, Stuttgart 2006, ISBN 978-3-87173-357-4
- Der Maler Arnold Daghani. zu Klampen, Springe 2006, ISBN 978-3-934920-55-2
- Rose Ausländer: Der Steinbruch der Wörter (Reihe Jüdische Miniaturen 214). Hentrich&Hentrich, Berlin  2017, ISBN 978-3-95565-239-5
- „Du hast mit deinen Sternen nicht gespart.“ Rose Ausländer und Paul Celan (Celan-Studien. Neue Folge Band 7), Rimbaud, Aachen 2021, ISBN 978-3-89086-288-0
- Faszinierende Kulturstadt Czernowitz, Bergstadtverlag, Görlitz  2021, ISBN 978-3-87057-344-7
- Selma Meerbaum. „Ich will nicht sterben“ (Reihe Jüdische Miniaturen Bd. 324). Hentrich&Hentrich, Berlin 2025, ISBN 978-3-95565-658-4

### Herausgaben (Auswahl)
- Rose Ausländer – Materialien zu Leben und Werk. Frankfurt 1991, ISBN 3-596-26498-7
- My dear Roisele!. Itzig Manger, Elieser Steinbarg.  Jiddische Dichter der Bukowina. Illustrator Arthur Kolnik. (Schriftenreihe der Rose Ausländer-Gesellschaft. 6). Üxheim 1996, ISBN 3-86575-255-1
- Czernowitz. Die Geschichte einer untergegangenen Kulturmetropole. Links Verlag, 3. aktual. Aufl. Berlin 2013, ISBN 978-3-86153-374-0
- Therese Chromik. Mit meinen Armen teile ich das Meer. Ausgewählte Gedichte. Sammelband, Helmut Braun Hrsg., Verlag Ralf Liebe, Weilerswist 2013, ISBN 978-3-944566-10-8
- Regenwörter :  / Rose Ausländer. Anthologie. Reclam, Stuttgart (1994, 1995) Nachdruck 2017, ISBN 978-3-15-008959-0* Rose Ausländer, Frederike Frei, Therese Chromik, Matthias Buth, Kurt Marti, Gedichte. Auswahl von Helmut Braun, Reihe Poesiealbum, Märkischer Verlag, Wilhelmshorst 2011–2021
- .. was wir mitgenommen haben ist das Erinnern." : Vorträge zum Werk von Edgar Hilsenrath. Verlag Ralf Liebe, Weilerswist 2020, ISBN 978-3-948682-12-5
- Ingeborg Drews. Kaleidoskop / Gedichte.  Verlag Ralf Liebe, Weilerswist 2022, ISBN 978-3-948682-26-2
- Therese Chromik. Die Nachtigall und das Chaos. Verlag Ralf Liebe, Weilerswist 2023, ISBN 978-3-948682-45-3

### Gesamtausgaben und Reihen
- Rose Ausländer: Gesamtwerk in 8 Bänden, S. Fischer Verlag, Frankfurt/Main 1984–1990.
- Rose Ausländer: Gesamtwerk in 16 Bänden, FischerTaschbuchVerlag, Frankfurt/Main 1992–1996
- Edgar Hilsenrath: Gesammelte Werke in 10 Bänden. Dittrich, Berlin 2003–2010, ISBN 978-3-920862-99-6
- Edgar Hilsenrath: Gesammelte Werke in 10 Bänden, dtv, München 2005–2014
- Literaturwissenschaftliches Jahrbuch. Rose Ausländer-Gesellschaft e.V., Jahrgänge 1999–2020, Verlag Ralf Liebe, Weilerswist
- Materialien zur Literatur. Rose Ausländer-Gesellschaft e.V., Band 1–7, Verlag Ralf Liebe, Weilerswist
- Selma Meerbaum: „Du, weißt du, wie ein Rabe schreit?“ Sämtliche Gedichte, mit einem ausführlichen Essay von Helmut Braun sowie Fotos und Dokumenten, Rimbaud, Aachen (2013), 4. (ergänzte) Auflage 2022, ISBN 978-3-89086-439-6

### Tagungsberichte
- Konferenzschrift: Endlos von neuem anfangen. Akademie Franz-Hitze-Haus, Münster 1999.
- Tagungsbericht: Meine geträumte Wortwirklichkeit. AphorismA-Verlag, Berlin 2004.

### Ausstellungen
- 1993 „Ich regne in den offenen / Scharlachmund des Mohns“. Bilder zu Gedichten von Rose Ausländer von Heide-Grit Sauer, Begleitheft
- 1994 „Italien mein Immerland“. Grafiken von Arno Reins zu Gedichten von Rose Ausländer, Begleitbuch
- 1995 „Im Atemhaus wohnen / eine Menschblumenzeit“, Rose Ausländer – Gedichte, Dirk Hofacker -Lithografien, Margarete Sorg-Rose – Kompositionen, Begleitbuch
- 1995 „Blau / eine Fahne dem Wunder“, Rose Ausländer – Gedichte, Sabine Waldmann-Brun – Bilder, Begleitbuch
- 1996 Dokumentarausstellung, „Mutterland Wort“ Rose Ausländer 1901–1988, Porträtfotos, Familienbilder aus 84 Jahren, Gedichte, Handschrift, Zeittafeln, Begleitbuch. (als Wanderausstellung buchbar)
- 2002 Dokumentarausstellung, „Czernowitz – Die Geschichte einer untergegangenen Kulturmetropole“. Begleitbuch
- 2004 „Die Schönheit der Linie – Das Wunder der Farben“ – Die Malerin Rózsa Gottlieb. Begleitbuch
- 2004 „Verfolgt – Gezeichnet“ – Der Maler Arnold Daghani: Chronist des Zwangsarbeiterlagers Michailowka. Begleitbuch
- 2008 „Annäherung“ – Helga von Loewenich: Bilder und Collagen zu Gedichten von Rose Ausländer. Begleitbuch
- 2018 Dokumentarausstellung, Selma Meerbaum – „Du, weißt du, wie ein Rabe schreit?“. Leben und Werk. Begleitbuch. (als Wanderausstellung buchbar)
- 2020 Dokumentarausstellung, „Rose Ausländer und Marianne Moore – Liebstes Fräulein Moore – Beautiful Rose“, Gedichte, Briefe, Fotos, erläuternde Texte. Begleitbuch
- 2021 Dokumentarausstellung, „Du hast mit deinen Sternen nicht gespart – Rose Ausländer und Paul Celan“, Fotos, Gedichte, Dokumente, Briefe, Texte und Bücher. Begleitbuch
- 2023 Dokumentarausstellung, „Drei Stunden im Leben von Rose Ausländer, 10. Juli 1977“, Der Fotograf Stefan Moses und der Journalist Jürgen Serke besuchen Rose Ausländer. Mit 16 Fotos von Stefan Moses, Gedichte, Weitere Porträtfotos, Bilder von Otto Piene, hap grieshaber u.a., Zeittafeln.

## Produzent
„Der Traum, lebt mein Leben, zu Ende“. Das Leben der Dichterin Rose Ausländer. Buch und Regie Katarina Schubert. Kinofilm von 2011, 90 Minuten. DVD mit Begleitheft.